# Łopata Kondracka

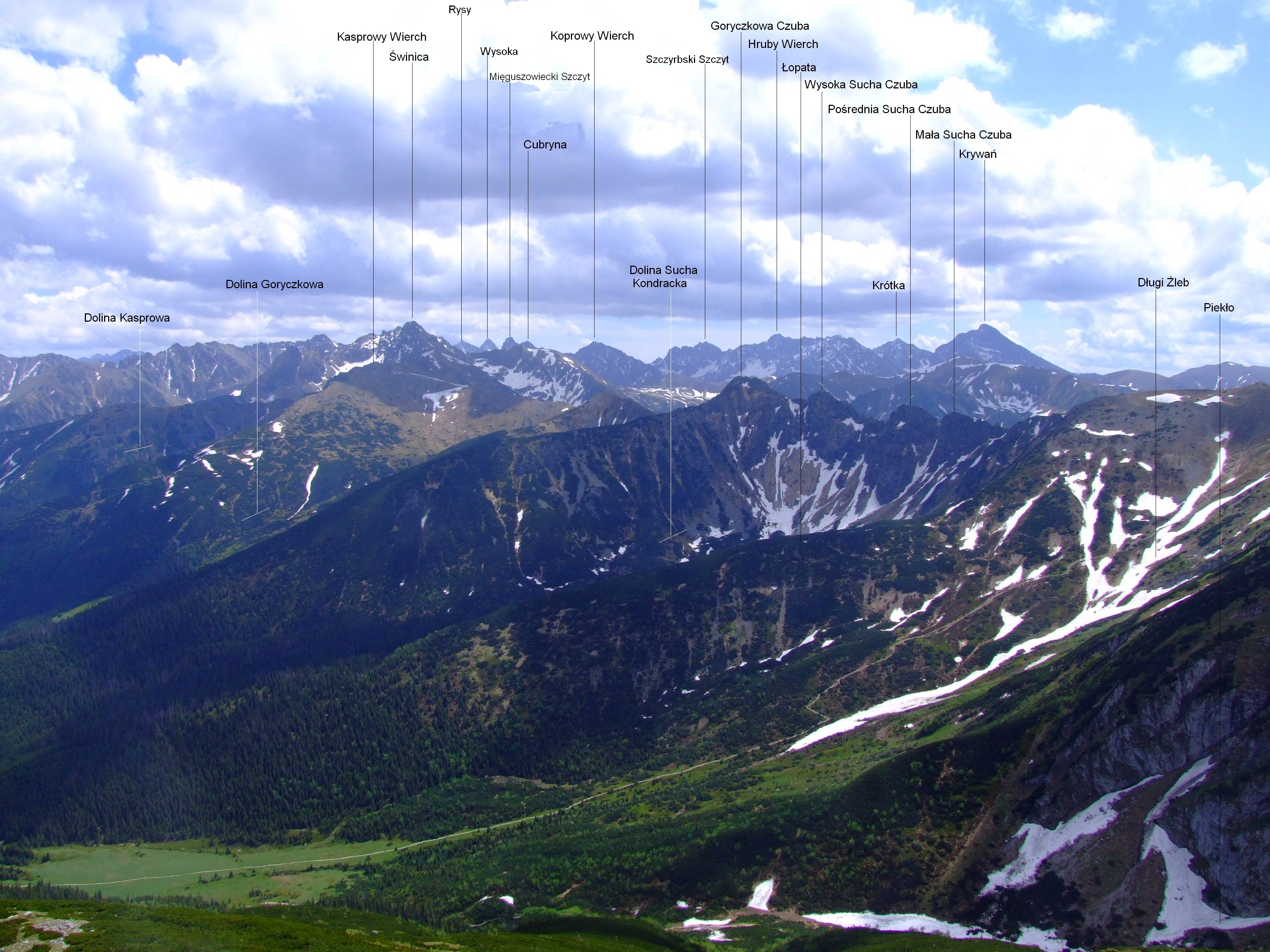
Widok z Giewontu

Łopata, zwana też Łopatą Kondracką (dla odróżnienia od innych grzbietów o tej samej nazwie) – północno-wschodni grzbiet Suchego Wierchu Kondrackiego (1890 m) w polskich Tatrach Zachodnich. Odchodzi jednakże nie od samego jego wierzchołka, lecz od przełączki przez Władysława Cywińskiego nazwanej Kondrackim Przechodem (ok. 1660 m), znajdującej się po północno-wschodniej stronie kopuły szczytowej. Łopata oddziela główny ciąg Doliny Kondratowej od jej odnogi Doliny Suchej Kondrackiej.
Łopata jest dołem porośnięta lasem, wyżej częściowo kosodrzewiną. Dawniej była bardziej trawiasta, była bowiem wypasana (wchodziła w skład Hali Kondratowej). Po zaprzestaniu wypasu stopniowo zarasta. Stoki wschodnie, opadające do Doliny Suchej Kondrackiej, są bardziej strome (ok. 40° nachylenia). Granią Łopaty prowadzi ważna droga, ale tylko zimowa. Jak pisze Władysław Cywiński, „droga prowadzi przez gęste zarośla kosodrzewiny i latem nie jest odwiedzana przez ludzi o zdrowych zmysłach”. Zimą natomiast, gdy śnieg zasypie kosodrzewinę, stanowi jedyny bezpieczny sposób na wejście lub zejście z głównej grani nad Doliną Kondratową i z Czerwonych Wierchów na polską stronę (gdy istnieje duże zagrożenie lawinowe).